# كاي أو إس
كاي أو إس (بالإنجليزية: KaiOS) هو نظام تشغيل، وتوزيعة رسمية من شركة KaiOS Technologies، لأجهزة الجوال مميزة المحمولة يعتمد على نواة لينكس.
النظام موجه للهواتف ذات تصميم تقليدي مع أزراره التي لا تحمل شاشات لمس. كاي أو إس مبني على نظام فيرفكس متوقف، ويستعمل تقنيات الويب جيكو لواجهته وتطبيقاته بواسطة تطبيقات ويب مبني على تش تي إم إل 5. ويسعى مطورو شركة لتقديم خدمات ذكية مماثلة للهواتف الذكية على أجهزة محمولة تقليدية رخيصة وتحسين وتعامل بيئة جديدة للهواتف تقليدية شبه هواتف ذكية.
تأسست KaiOS Technologies في نفس السنة التي أوقفت فيها مؤسسة موزيلا نظام فيرفكس، أي سنة 2016 ولليعود مواكبة نظام منافستها على نظامين أندرويد و أي أو أس.

## الهواتف

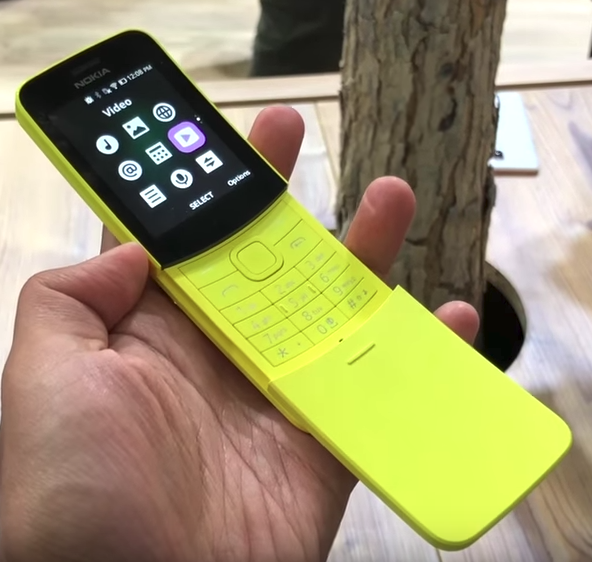
Nokia 8110

هذه الهواتف تستعمل KaiOS :
- Alcatel Go Flip 1 - 2 - 3 - 4
- JioPhone
- JioPhone 2
- Doro 7050 & 7060
- MTN TBD
- WizPhone WP006
- Cat B35
- MaxCom 241 & 281
- Nokia 800 Tough
- Nokia 2720 Flip
- Nokia 2780 Flip
- Nokia 6300 4G
- Wikiff+4G (Telma Madagascar, Free)
- إنرجايزر ENERGY E241S
- إنرجايزر ENERGY E242S
- إنرجايزر ENERGY E280S
- إنرجايزر ENERGY E282SC
- Logicom Le Kay 283 3G نسخة محفوظة 11 أغسطس 2023 على موقع واي باك مشين.
- Crosscall CORE-S4
- Hammer H 5 Smart
- TTfone TT240

## وصلات خارجية
- الموقع الرسمي